# John Joseph Kennedy
John Joseph Kennedy (ur. 15 lipca 1968 w Dublinie) – irlandzki duchowny katolicki, od 2022 sekretarz Kongregacji Nauki Wiary, biskup tytularny Absorus. 

## Życiorys
13 lipca 1993 otrzymał święcenia kapłańskie i został inkardynowany do archidiecezji dublińskiej. Po święceniach pracował jako wikariusz w dublińskich parafiach. W 2003 rozpoczął pracę w Kongregacji Nauki Wiary, a w 2017 został dyrektorem biura w sekcji dyscyplinarnej tej dykasterii.
22 kwietnia 2022 został mianowany przez papieża Franciszka sekretarzem sekcji dyscyplinarnej Kongregacji Nauki Wiary.
29 lipca 2024 papież Franciszek mianował go biskupem tytularnym Absorus podnosząc go do godności arcybiskupa. Sakrę otrzymał 28 września 2024 w bazylice św. Piotra w Rzymie. Udzielił mu jej prefekt Dykasterii Nauki Wiary – kardynał Victor Manuel Fernández. 